# Kasztelania brzeskolitewska
Kasztelanowie brzeskolitewscy lub brzescy, brześciańscy, brzescy litewscy – kasztelanowie województwa brzeskolitewskiego I Rzeczypospolitej, senatorowie reprezentujący Wielkie Księstwo Litewskie. Kasztelan brzeskolitewski w hierarchii urzędów Rzeczypospolitej Obojga Narodów zajmował pozycję za kasztelanem rawskim a przed kasztelanem chełmińskim i był zaliczany do kasztelanów większych („krzesłowych”).

## Kasztelanowie brzeskolitewscy
| Imię i nazwisko                                    | Okres urzędowania | p.                |
| -------------------------------------------------- | ----------------- | ----------------- |
| Jan Hajko                                          | 1566—1575         | [ 2 ]             |
| Bohdan Sapieha                                     | 1580—1585         | [ 2 ]             |
| Krzysztof Zenowicz                                 | 1585—1588         | [ 2 ]             |
| Adam Pociej                                        | 1588—1593         | [ 2 ]             |
| Hrehory Woyna                                      | 1593—ok. 1603     | [ 2 ]             |
| Sokół Woyna                                        | 1603—1610         | [ 2 ]             |
| Jan Eliasz Mieleszko                               | 1610—1615         | [ 2 ]             |
| Łukasz Kopeć                                       | 1615—1621         | [ 3 ]             |
| Michał Dolski                                      | 1621—1623         | [ 4 ]             |
| Baltazar Strawiński                                | 1624—1627         | [ 4 ]             |
| Andrzej Massalski                                  | 1627—1643         | [ 4 ]             |
| Aleksander Kopeć                                   | 1643—1651         | [ 5 ] [ 3 ] [ 6 ] |
| Melchior Sawicki                                   | 1652—1666         | [ 7 ]             |
| Krzysztof Piekarski                                | 1666—1668         | [ 7 ]             |
| Stefan Kurcz                                       | 1668—1672         | [ 7 ]             |
| Stefan Piaseczyński                                | 1672—1687         | [ 7 ]             |
| Dominik Sawicki                                    | 1687—1698         | [ 7 ]             |
| Mikołaj Sadowski                                   | 1698—1701         | [ 7 ]             |
| Krzysztof Rajecki                                  | 1701—1708         | [ 7 ]             |
| Rajnold Sadowski                                   | 1710—1721         | [ 7 ]             |
| Jan Nestorowicz                                    | 1721—1731         | [ 7 ]             |
| Walerian Żaba                                      | 1731—1736         | [ 7 ]             |
| Stefan Tarkowski                                   | 1736—1748         | [ 7 ]             |
| Jan Chreptowicz                                    | 1748—1756         | [ 7 ]             |
| Andrzej Abramowicz                                 | 1757—1763         | [ 8 ]             |
| Jan Antoni Horain                                  | 1764—1768         | [ 9 ]             |
| Marcin Matuszewicz                                 | 1768—1773         | [ 9 ]             |
| Józef Bystry                                       | 1774—1783         | [ 9 ]             |
| Józef Niemirowicz Szczytt (zm. między 1808 a 1817) | 1783—1795         | [ 9 ]             |